# Lac Mills
Le lac Mills (en anglais : Mills Lake) est un lac américain dans le comté de Larimer, dans le Colorado. Il est situé à 3 030 mètres d'altitude au sein du parc national de Rocky Mountain.